# La Garita-kaldera
A La Garita-kaldera egy hatalmas kaldera, kialudt szupervulkán az Egyesült Államokban, a Colorado állambeli San Juan-hegységben, annak is a San Juan vulkanikus mezejében. Kitörése az egyik legnagyobb erejű volt a Föld történelmében, egyben az egyik ismert legerősebb szupervulkán-kitörés.

## Kitörések
A La Garita-kaldera az egyike volt azon kalderáknak, amelyek 40-18 millió évvel ezelőtt nagy tömegben keletkeztek Colorado, Utah és Nevada államok területén. Létrejöttük oka az volt, hogy a többek között a Sziklás-hegység felemelkedéséért is felelős larámi hegységképződés során az egykori Farallon-kőzetlemez kis szögben csúszott be az észak-amerikai kontinens alá, és amikor megállt, magma tört elő a földköpenyből.
Körülbelül 28 millió évvel ezelőtt tört ki, az oligocén idején. Akkora erejű volt, hogy a mai Colorado állam szinte teljes területét beterítette. A kitörésben létrejött a Fish Canyon-tufa, amely körülbelül 28 ezer négyzetkilométert fedett le, átlagos vastagsága 100 méter. A kitörés miatt valószínűleg nagy területet elborított a vulkanikus hamu is, de ennek nyomát nem sikerült még megtalálni.
Ez volt a földtörténeti újkorban ismert második legnagyobb erejű esemény a kréta-tercier becsapódási esemény után. A Fish Canyon-tufa anyaga körülbelül 5000 köbkilométer, ami a vulkánkitörési indexen 8-as értéket jelent. Összehasonlításképp: a Mount St. Helens 1980-as kitörése mindössze 1 köbkilométeres volt. A legerősebb, ember által alkotott fegyver, a Cár-bomba ereje 50 megatonna volt, a La Garita kitörése ennél ötezerszer erősebb volt. A dinoszauruszok kipusztulásáért is felelős aszteroida ereje ennél a kitörésnél 420-szor erősebb volt.

## Geológia
A Fish Canyon-tufa, ami túlnyomórészt dácitból áll, hatalmas méretei ellenére egyszerre hűlt le és szilárdult meg. A dácit szilikátokban gazdag kőzet, leginkább robbanásos vulkánkitörések, lávadómok és rövid, sűrű lávafolyamok útján keletkezik. A kalderán belül található még andezit, amely a bazalt és a dácit közti átmeneti mennyiségben tartalmaz szilikátokat.
Maga a kaldera hosszúkás, 35-75 kilométer hosszú. Hatalmas kiterjedése és eróziója miatt a tudósoknak is hosszú időbe telt megállapítani a pontos méreteit. A La Garita-kaldera kialudt vulkán.
A Fish Canyon-tufát létrehozó kitörést követően még másfél millió éven át volt legalább hét nagyobb kitörés.